# Groslée
Groslée korábbi község (település) Franciaországban, Ain megyében. 2016. január 1-jén Saint-Benoît községgel egyesült és delegált községként Groslée-Saint-Benoît új község része lett.
Lakosainak száma 363 fő (2018. január 1.). Groslée Conzieu, Lhuis, Saint-Benoît és Brangues községekkel határos.

## Népesség
A település népességének változása:
| Lakosok száma | 356  | 317  | 267  | 286  | 352  | 350  | 352  | 361  | 360  | 363  |
|               | 1962 | 1968 | 1982 | 1990 | 2006 | 2008 | 2011 | 2013 | 2017 | 2018 |